# Kai Larsen
Kai Larsen (15 de noviembre de 1926, Hillerød - 23 de agosto de 2012) fue un botánico danés.
Kai Larsen fue profesor de Botánica (emérito desde el 1 de diciembre de 1996) en la Universidad de Aarhus, Dinamarca. Fue editor de Flora Nórdica, de Flora of Thailand, publicista de Flora of China, y miembro ejecutivo de Flora Malesiana.

## Investigaciones
- Flora de laregión del sudeste asiántico, particularmente de Tailandia, Malasia e Indochina.
- Revisiones de varias familias e. g. Caesalpiniaceae, Caryophyllaceae, y Lowiaceae para varias de las floras regionales.

Proyecto actual de investigación
Zingiberaceae de la Flora de Tailandia y de la Flora Malesiana.

## Algunas publicaciones
- Suksathan, P, K Larsen. 2006, A new species of Tirpitzia (Linaceae) from Thailand, Thai Forest Bull. (Bot.) 34: 201-205

- Larsen, K. 2005. Distribution patterns & diversity centres of Zingiberaceae in SE Asia, Biol. Skr. 55: 219-228

- Larsen, K, P Suksathan, P Triboun. 2005. Further studies in the genus Caulokaempferia (Zingiberaceae) in Thailand with the description of two new species, Nord. J. Bot. 23 ( 4): 401-406

- Larsen, K. 2005. Lardizabalaceae. Flora of Thailand 9: 39-41

- Maknoi, C, P Sirirugsa, K Larsen. 2005, New records of Curcuma L. (Zingiberaceae) in Thailand. Thai Forest Bull. (BOT) 33: 71-74

- Larsen, K, T Jenjittikul. 2004. A new species of Caulokaempferia (Zingiberaceae) from Laos. Edinburgh J.Bot. 60 ( 3): 509-512

- Sridith, K, K Larsen. 2004.  Argostemma fasciculata (Rubiaceae), a new species from Cambodia. Nordic J.Bot. 23: 169-171

- Larsen, K. 2004. Morten Lange 1919-2003. Mindeord. Nordic J.Bot. 23: 153-154

- Larsen, K, SS Larsen. 2003. A new species of Spatholirion (Commelinaceae) from Thailand & further notes on S. ornatum. Thai Forest Bull. (Bot.) 31: 39-43

- Larsen, K. 2003. Gunnar Seidenfaden. Det Kongelige Danske Videnskabernes Selskab - Oversigt over Selskabets virksomhed 2001-2002

- Saensouk, S, P Chantaranothai, K Larsen. 2003. Notes on the genus Alpinia (Zingiberaceae) in Thailand. Thai Forest Bull. (Bot.) 31: 95-104

- Jenjittikul, T, K Larsen. 2003.  Orchidantha foetida (Lowiaceae) a new species from Thailand. Nord.J.Bot. 22 ( 4): 405-408

- Larsen, K. 2003. The Zingiberaceae in Flora of Thailand. En Chantaranothai, P, Larsen, K, Sirirugsa, P, Simpson, D. (eds), Proc. 3r Simposio en Familia Zingiberaceae 2002, pp. 1-5

- Larsen, K. 2003. Three new species of Caulokaempferia (Zingiberaceae) from Thailand with a discussion of the generic diversity. Nord. J. Bot. 22 ( 4): 409-417

- Larsen, K, SS Larsen. 2002.  Bauhinia siamensis (Leguminosae-Caesalpinioideae), an extraordinary new species from Thailand. Nat. Hist. Bull. Siam Soc. 50 ( 1): 99-104

- Saensouk, S, K Larsen. 2002.  Boesenbergia baimaii, a new species of Zingiberaceae from Thailand. Nord.J.Bot. 21: 595-597

- Larsen, K. 2002. Botanical collections in the Malesian region, Sabah, Malaysia

- Larsen, K. 2002. Caryophyllaceae. Flora Malesiana, vol. 16: Ser. 1 - Seed Plants, pp. 1-51

- Larsen, K, J McNeely, G Shepherd. 2002. External Evaluation of the Forest & People Programme in Thailand. Scientific report

- Veesommai, U, K Larsen. 2002. Gymnocladus C.E. Parkinson (Leguminosae-Caesalpinioideae), a new generic record from Thailand. Thai Forest Bull. (Bot) 30: 31-38

- Larsen, K. 2002. Saxifragaceae. Flora of Thailand, vol. 7: 4, pp. 915-920
- Larsen, K. 2002. The identity of Boesenbergia acuminata (Zingiberaceae). Nord.J.Bot. vol. 22
- Jenjittikul, T, K Larsen. 2002. Two new species of Scaphoclamys (Zingiberaceae) from Thailand. Nord.J.Bot. vol. 22, pp. 35-38
- Triboun, P, P Chantaranothai, K Larsen. 2002. Zingiber idae, a new name for Z. villosum Theilade (Zingiberaceae). Thai Forest Bull. (Bot.), vol. 30, pp. 62-68
- Larsen, K, M Newman. 2001. A New Species of Distichochlamys from Vietnam & some observations on generic limits in Hedychieae (Zingiberaceae). Nat. Hist. Bull. Siam Soc. vol. 49, pp. 77-80
- Larsen, K, SS Larsen. 2001. Bauhinia strychnoidea Prain (Leguminosae-Caesalpinioideae), a new record from Thailand. Thai Forest Bull. (Bot.), vol. 28, pp. 33-37
- Larsen, K. 2001. Botanical collections in the Malesian region - What has been found, where is it & where to collect in the future. En Proceedings of the international conference on in-situ & ex-situ conservation in the new millennium, Kota Kinabalu, Sabah, Malasia
- Larsen, K. 2001. Ctenolophonaceae. Flora of Thailand, vol. 7: 3, pp. 391-393
- Larsen, K. 2001. Geostachys smitinandii K. Larsen (Zingiberaceae), a new species from Thailand. Thai Forest Bull. (Bot.), vol. 29, pp. 17-22.
- Larsen, K. 2001. Gunnar Seidenfaden 1908-2001. Nat. Hist. Bull. Siam Soc., vol. 49, pp. 3-6.
- Larsen, K, P Triboun. 2001. Hemiorchis rhodorrhachis K. Schum. (Zingiberaceae), a new record for Thailand. Thai Forest Bull. (Bot), vol. 28, pp. 39-43.
- Jenjittikul, T, K Larsen. 2001. Kaempferia candida Wall. (Zingiberaceae), a new record for Thailand. Thai Forest Bull. (Bot), vol. 28, pp. 45-49
- Larsen, K, T Jenjittikul. 2001. Laosanthus, a new genus of Zingiberaceae from Laos. Nord.J.Bot. vol. 21: 2, pp. 135-138
- Mood, J, K Larsen. 2001. New Curcumas from South-east Asia. New Plantsman, vol. 8, pp. 207-217
- Larsen, K, HC Ming. 2001. Notes on the genus Ardisia (Myrsinaceae) from Thailand. Nord.J.Bot. 21 ( 2): 147-148

- Larsen, K. 2001. Obituary: Gunnar Seidenfaden (1908-2001). Thai Forest Bull. (Bot.) 29: 188-192

- Larsen, K. 2001. Progress in the study of Zingiberaceae for Flora Malesiana. En Proc. of the Fourth International Flora Malesiana Symposium 1998, pp. 143-147

- Larsen, K. 2001. Scaphochlamys obcordata Sirirugsa & Larsen (Zingiberaceae) - Topotype in cultivation. Thai Forest Bull. (Bot.) 29: 40-42

- Larsen, K. 2001. Selection of Etlingera corneri J. Mood & H. Ibrahim (Zingiberaceae) as a future correct name. Nord.J.Bot. 20: 475-476

- Kress, WJ, K Larsen. 2001. Smithatris, a New Genus of Zingiberaceae from Southeast Asia. Systematic Bot. 26 ( 2): 226-230

## Honores

### Membresías
- "Royal Danish Academy of Sciences & Letters"
- "Norwegian Academy of Science", Universidad de Aarhus, Dinamarca

### Epónimos
Géneros
- (Gesneriaceae) Kaisupeea B.L.Burtt,[2] honra a Kai y a Supee Larsen.

- (Rubiaceae) Kailarsenia Tirveng.[3]

- (Rubiaceae) Larsenaikia Tirveng.[4]

Especies
- (Burmanniaceae) Burmannia larseniana D.X.Zhang & R.M.K.Saunders
- (Fabaceae) Bauhinia larsenii Y.F.Chen & D.X.Zhang

se nombraron en reconocimiento a su contribución al estudio de la flora de Asia.
- La abreviatura «K.Larsen» se emplea para indicar a Kai Larsen como autoridad en la descripción y clasificación científica de los vegetales.[5]

Posee, a diciembre de 2014, más de 315 registros de identificaciones y clasificaciones de nuevas especies, las que publicaba en: Nordic J. Bot.; Novon; Reinwardtia; Fl. Thailand; Dansk Bot. Ark.; Kong. Danske Vidensk. Selsk., Biol. Skr.; Felicit. Vol. Southeast Asian Stud.; New Plantsman; Notes Roy. Bot. Gard. Edinburgh; Nat. Hist. Bull. Siam Soc.; Biol. Meddel. K. Danske Vidensk. Selsk.; Bot. Tidsskr.